# Beniakovce
Beniakovce (in ungherese Benyék) è un comune della Slovacchia facente parte del distretto di Košice-okolie, nella regione di Košice.